# Skomlin (gmina)
Pour la localité, voir Skomlin.
Skomlin est une gmina rurale du powiat de Wieluń, Łódź, dans le centre de la Pologne. Son siège est le village de Skomlin, qui se situe environ 15 km au sud-ouest de Wieluń et 102 km au sud-ouest de la capitale régionale Łódź.
La gmina couvre une superficie de 54,95 km2 pour une population de 3 416 habitants.

## Géographie
La gmina inclut les villages de Bojanów, Brzeziny, Kazimierz, Klasak Duży, Klasak Mały, Ług, Malinówka, Maręże, Skomlin, Smugi, Toplin, Walenczyzna, Wichernik, Wróblew, Wygoda, Zadole, Zbęk et Złota Góra.
La gmina borde les gminy de Biała, Gorzów Śląski, Łubnice, Mokrsko, Praszka et Wieluń.